# Воля-Менджеховська
Воля-Менджеховська (пол. Wola Mędrzechowska) — село в Польщі, у гміні Менджехув Домбровського повіту Малопольського воєводства.
Населення — 651 особа (2011).
У 1975—1998 роках село належало до Тарновського воєводства.

## Географія
У селі річка Жабниця впадає у Брень.

## Демографія
Демографічна структура станом на 31 березня 2011 року:
|          | Загалом | Допрацездатний вік | Працездатний вік | Постпрацездатний вік |
| -------- | ------- | ------------------ | ---------------- | -------------------- |
| Чоловіки | 326     | 84                 | 212              | 30                   |
| Жінки    | 325     | 78                 | 179              | 68                   |
| Разом    | 651     | 162                | 391              | 98                   |